# Jan Mrkvička
Jan Mrkvička (* 1884 in Plowdiw; † 17. August 1916) war ein bulgarischer Naturwissenschaftler.

## Leben
Mrkvička wurde 1884 in Plowdiw geboren. Sein Vater ist der Maler Jan Václav Mrkvička. Er absolvierte das Gymnasium in Sofia und studierte bis 1908 auf der Tschechischen Technischen Universität in Prag. Er kehrte nach Bulgarien zurück und diente ein Jahr als Freiwilliger beim bulgarischen Heer. Es folgten Anstellungen als Chemiker in einer Fabrik in Köln, danach in Moskau. Ab 1912 musste er in der bulgarischen Armee am ersten Balkankrieg (1912–1913) teilnehmen. Nach dem Krieg wurde er Professor an der wirtschaftlichen Schule in Sadovo.
1915 ging Jan Mrkvička als Offizier mit der ersten bulgarischen Armee nach Mazedonien. Im Ersten Weltkrieg lagen bulgarische Truppen ab 1915 an der südlichen Grenze der heutigen Republik Mazedonien gegen das (bis 1917 neutrale) Griechenland, von wo französische, serbische und britische Truppen versuchten, nach Norden vorzustoßen und eine Verbindung von Thessaloniki nach Serbien herzustellen.
Etwa zwei Jahre lang standen die Fronten weitgehend unverändert, Jan Mrkvička war zuerst in Bitola und Prilep, später in den Stellungen in den Bergen an der griechischen Grenze. Während dieser Zeit sammelte er bei allen Gelegenheiten für sein Herbarium, ausführlicher etwa bei Dobro Pole, Nidže Planina, Bitola und Prilep.
Beim ersten Angriff der serbischen Armee auf die bulgarischen Stellungen am 17. August 1916 wurde Mrkvička getötet. Er fiel am Berg Graždan (Požarevski Rid) und wurde auf dem Friedhof im Dorf Gradešnica () begraben.
Das ziemlich große Herbar ging nach seinem Tod an seine Eltern, die nach dem Verlust ihres einzigen Sohnes Josef Velenovský in Prag baten, das Herbar zu bearbeiten und im Andenken an Jan Mrkvička zu veröffentlichen, was mit der Publikation der „Reliquiae Mrkvičkanae“ im Jahr 1922 auch geschah.
Velenovsky beschrieb 1922 aus dem Material 27 neue Taxa; die meisten davon werden heute als Synonyme gewertet. Die Herbarbelege befinden sich mit dem Herbar Velenovsky in Prag.